# 湄洲湾
湄洲湾位于福建省海岸的中部，以湾口的湄洲岛命名。位于泉州市泉港区和莆田市仙游縣、秀屿区交汇处，与台湾台中港隔海相望，是闽臺两地相距最近而又最大的一对姊妹港，亦是“中国少有，世界不多”的多泊位天然深水良港。具有风流小、港阔水深、航道宽等特点。